# وولفرام اسپرلینگ

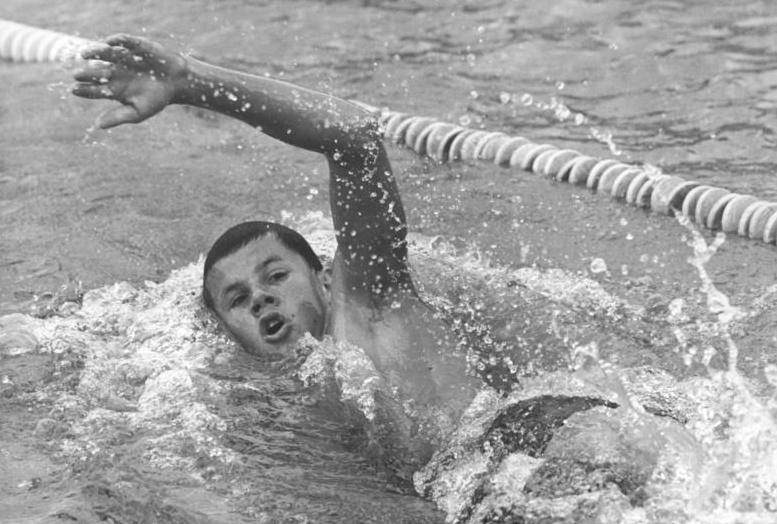
وولفرام اسپرلینگ در سال ۱۹۶۹

وولفرام اسپرلینگ (به انگلیسی: Wolfram Sperling) (زادهٔ ۴ دسامبر ۱۹۵۲) شناگر اهل آلمان است.